# Neptis magadha
Neptis magadha är en fjärilsart som beskrevs av Felder 1867. Neptis magadha ingår i släktet Neptis och familjen praktfjärilar. Inga underarter finns listade i Catalogue of Life.